# L'Ascenseur
Pour les articles homonymes, voir Ascenseur (homonymie).
Pour plus de détails, voir Fiche technique et Distribution.
L’Ascenseur (De Lift) est un film néerlandais réalisé par Dick Maas, sorti en 1983.
Le film débute après quatre asphyxies. Tel est le bilan de l'incompréhensible accident survenu dans l'ascenseur d'un immeuble résidentiel. Un dépanneur en vérifie le mécanisme. Aucune anomalie ne semble entraver la bonne marche de l'appareil. Les jours suivants, les victimes se succèdent. 

## Synopsis
Un soir, après un orage provoquant une panne de courant et piégeant quatre personnes dans l'ascenseur, celui-ci refuse de s'ouvrir malgré la restitution du courant et les passagers s'asphyxient, le système de ventilation de la cabine ne fonctionnant plus. Le lendemain, Felix Adelaar, un mécanicien de la compagnie d'ascenseurs Delta Liften, est appelé pour examiner le système électrique dans le but d'y trouver des anomalies. Au cours de plusieurs inspections, il fait la connaissance de Mieke de Beer, journaliste pour De Nieuwe Revu, un journal local. 
Trois morts se rajoutent ; celle d'un vieillard aveugle, tombé accidentellement dans la cage d'ascenseur, le tuant sur le coup ; celle d'un gardien de nuit, décapité par l'ascenseur; celle d'un agent de nettoyage, happé dans la cage de l'ascenseur et électrocuté : le psychiatre découvre, apeuré, le cadavre de celui-ci ensanglanté et brûlé vif alors qu'il se rendait à son cabinet. 
Alors que les inspections ne révèlent aucun problème apparent avec le système électrique, Felix devient obsédé par les dysfonctionnements continus de l'ascenseur : cela a un impact négatif sur son mariage puisque sa femme, Saskia, commence à soupçonner qu'il a une liaison avec la journaliste. Lorsque Felix fait une nouvelle visite, il remarque une camionnette de Rising Sun, un fabricant de microprocesseurs pour l'automatisation des ascenseurs et un fournisseur secret de microprocesseurs expérimentaux pour Delta Liften, à l'extérieur du bâtiment. Felix et Mieke, après avoir recueilli des coupures de journaux sur Rising Sun, tentent de rencontrer le PDG de la société, qui agit de manière nerveuse en leur présence et répond brusquement à leurs questions.
Mieke invite Felix à rencontrer son ancien professeur d'Université spécialisé en électronique. Le professeur leur explique la sensibilité des microprocesseurs face à des facteurs externes tels que les champs magnétiques et la radioactivité, qui nuisent à leur bon fonctionnement. Il parle ensuite d'un ordinateur construit il y a des années qui a soudainement commencé à s'auto-programmer et est devenu par la suite incontrôlable. Le lendemain, le patron de Felix convoque celui-ci dans son bureau et lui donne des congés forcés pour sa visite non autorisée chez Rising Sun. Ce soir-là, les propriétaires de Delta Liften et de Rising Sun se réunissent pour discuter de la façon de détruire le processeur informatique de l'ascenseur, qui est fabriqué à partir de matériaux organiques, afin qu'il cesse de tuer les gens.
Saskia quitte Felix, emmenant leurs enfants avec elle. N'ayant rien à perdre, Felix se rend à l'immeuble pour percer le mystère de l'ascenseur. Il découvre que l'ascenseur semble doté de malice quand celui-ci empêche Felix d'accéder à son microprocesseur. Après avoir découvert que l'armoire censée abriter ce dernier est vide, il décide d'explorer la cage d'ascenseur et découvre un boîtier d'apparence semi-organique: l'intérieur est gluant et collant, et recouvre une puce de silicium - le cœur de l'ascenseur. Alors que Felix se met à donner des coups de clé dans la boîte, l'ascenseur utilise son contrepoids pour le déséquilibrer. Felix parvient à se raccrocher à une corniche située en dessous des portes de l'ascenseur et est sauvé in extremis par Mieke avant que l'ascenseur ne puisse l'écraser.
Alors que le PDG de Rising Sun arrive pour constater que son expérience est un échec, il sort un pistolet de sa veste et tire dans le bio-ordinateur pour le détruire. L'ordinateur tire alors sur l'un de ses câbles déchirés afin de le traîner dans la cage de l'ascenseur et pend le PDG de Rising Sun, tuant celui-ci sur le coup.

## Fiche technique
- Titre : L’Ascenseur
- Titre original : De Lift
- Réalisation : Dick Maas
- Scénario : Dick Maas
- Production : Matthijs van Heijningen
- Budget : 350 000 euros
- Musique : Dick Maas
- Photographie : Marc Felperlaan
- Montage : Hans van Dongen
- Décors : Harry Ammerlaan
- Costumes : Jany Temime
- Pays d’origine :  Pays-Bas
- Format : Couleurs - 1,66:1 - Mono - 35 mm
- Genre : Thriller, horreur
- Durée : 95 minutes
- Dates de sortie : 
  - Pays-Bas : 11 mai 1983
  - France : 22 février 1984
  - États-Unis : 4 juillet 1985
- Film interdit aux moins de 12 ans lors de sa sortie en France

## Distribution
- Huub Stapel : Felix Adelaar
- Willeke van Ammelrooy : Mieke de Beer
- Josine van Dalsum : Saskia Adelaar
- Liz Snoyink : Une femme dans l’ascenseur
- Wiske Sterringa : Une femme dans l’ascenseur
- Huib Broos : Un homme dans l’ascenseur
- Pieter Lutz : Un homme dans l’ascenseur
- Paul Gieske : Bos, le tuteur
- Dick Scheffer : Le maître d’hôtel
- Johan Hobo : Un serveur
- Matthias Maat : Un serveur
- Ger van Groningen : Un serveur
- Jan Anne Drenth : Le gardien de nuit
- Emma Onrust : Karin Adelaar, la fille de Felix et Saskia
- Sydney Kuyer : Berty  Adelaar, le fils de Felix et Saskia

- Coby Timp : la réceptionniste.

## Autour du film
- Le tournage s’est déroulé à Amsterdam.
- Dick Maas réalisa, en 2001, un remake de son film, remake nommé L'Ascenseur : Niveau 2 (Down), avec James Marshall et Naomi Watts.
- Le réalisateur fut renvoyé en plein milieu de la production, à la suite de trop nombreuses divergences avec le producteur Matthijs van Heijningen, mais fut réintégré dès le lendemain.

## Édition vidéo
Le film est sorti en VHS le 1er septembre 2000, puis en DVD le 18 octobre 2006. La VHS et le DVD ont été édités par Warner Home Vidéo. Les deux sont au format 4/3. Il n’y a eu aucune autre édition.
Ces deux éditions sont considérées comme très rares : elles sont introuvables dans le commerce.[réf. nécessaire]

## Distinctions
- Veau d’or du meilleur réalisateur, lors du Festival du film d’Utrecht 1983.
- Grand Prix, lors du Festival international du film fantastique d’Avoriaz 1984.